# Uenobrium
Uenobrium is een kevergeslacht uit de familie van de boktorren (Cerambycidae). De wetenschappelijke naam van het geslacht werd voor het eerst geldig gepubliceerd in 2006 door Niisato.

## Soorten
Uenobrium omvat de volgende soorten:
- Uenobrium laosicum (Gressitt & Rondon, 1970)
- Uenobrium piceorubrum (Hayashi, 1971)
- Uenobrium takeshitai (Niisato & Ohmoto, 1994)